# アルベーラ・リーグレ
アルベーラ・リーグレ（伊: Albera Ligure）は、イタリア共和国ピエモンテ州アレッサンドリア県にある、人口約300人の基礎自治体（コムーネ）。

## 地理

### 位置・広がり
| 隣接するコムーネは以下の通り。 - カベッラ・リーグレ - カンタルーポ・リーグレ - ファッブリカ・クローネ - モンタクート - ロッケッタ・リーグレ |

### 地震分類
イタリアの地震リスク階級 (it) では、3 に分類される
。

## 行政

### 分離集落
アルベーラ・リーグレには、以下の分離集落（フラツィオーネ）がある。
- Astrata, Figino, San Nazzaro, Santa Maria, San Martino, Vendersi, Vigo, Volpara